# Chrysosoma anthracoides
Chrysosoma anthracoides är en tvåvingeart som först beskrevs av Wulp 1896.  Chrysosoma anthracoides ingår i släktet Chrysosoma och familjen styltflugor. Inga underarter finns listade i Catalogue of Life.